# Lake Kiriopukae
Der Lake Kiriopukae  ist ein See im Wairoa District der Region Hawke’s Bay auf der Nordinsel von Neuseeland.

## Geographie
Der Lake Kiriopukae befindet rund 330 m südsüdwestlich des südlichen Ende des Lake Waikaremoana. Der See, der in einer regenarmen Zeit bis über die Hälfte austrocknen kann, umfasst bei hohem Wasserstand eine Fläche von rund 10,6 Hektar und misst einen Seeumfang von rund 2,2 km. Dabei erstreckt sich der See über eine Länge von rund 530 m in Nordwest-Südost-Richtung und misst an seiner breitesten Stelle rund 300 m in Südwest-Nordost-Richtung.
Von Nordwesten besitzt der Lake Kiriopukae zwei kleine Bäche als Wasserzulauf. Über einen Ablauf verfügt der See hingegen nicht.